# Platípoda (general)
Platípoda (em grego medieval: Πλατυπόδης; romaniz.: Platypódes; em latim: Placypodi) ou Platópoda (em latim: Platopodi) foi possível general bizantino ativo no século X. Segundo as fontes latinas, aparece em 947, quando sitiou a cidade de Conversano. Não é citado nas fontes, sendo possivelmente um parente de ou o oficial da década de 920 Bardas Platípoda.